# St. Alban (Trebur)

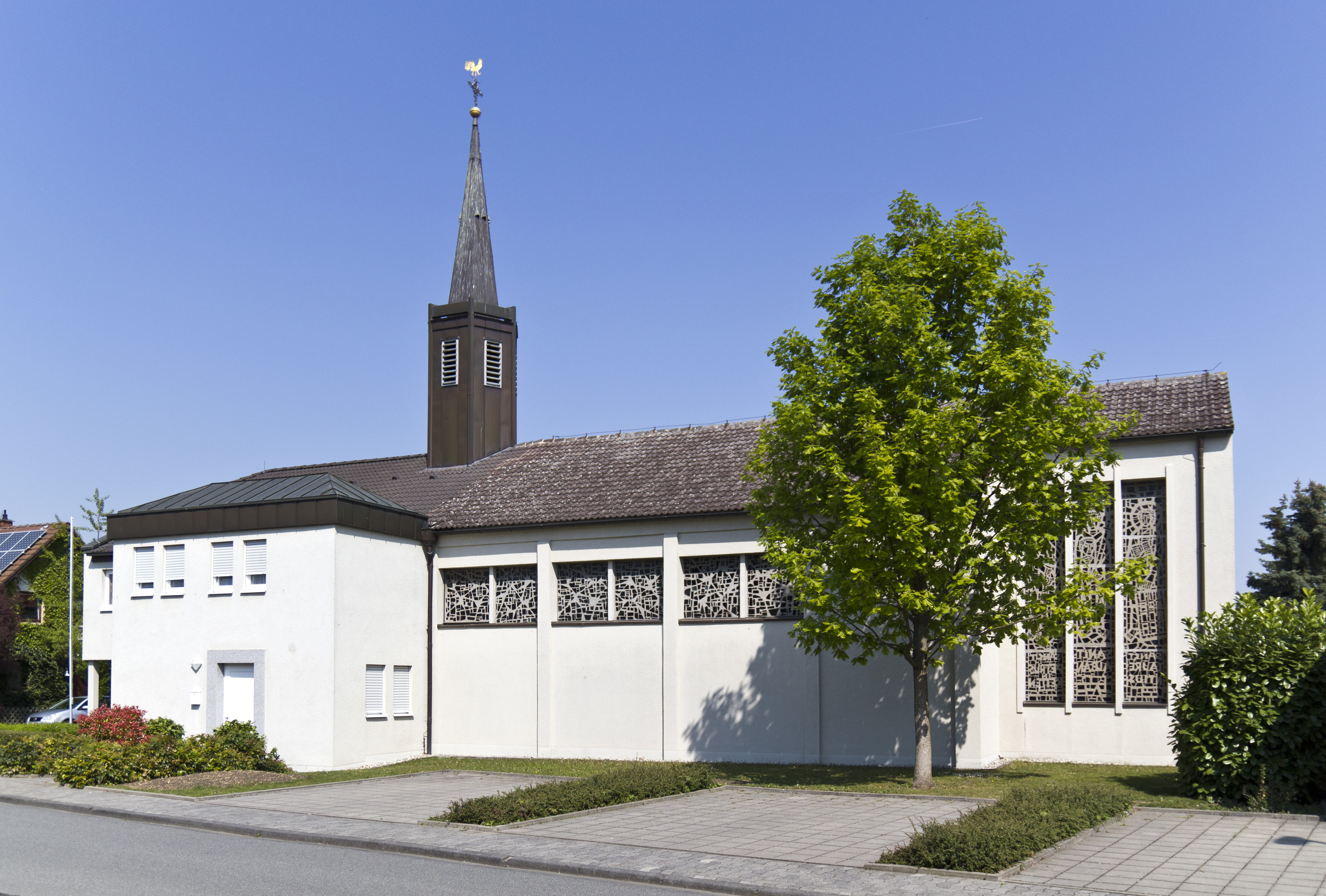
Katholische Pfarrkirche St. Alban, Trebur

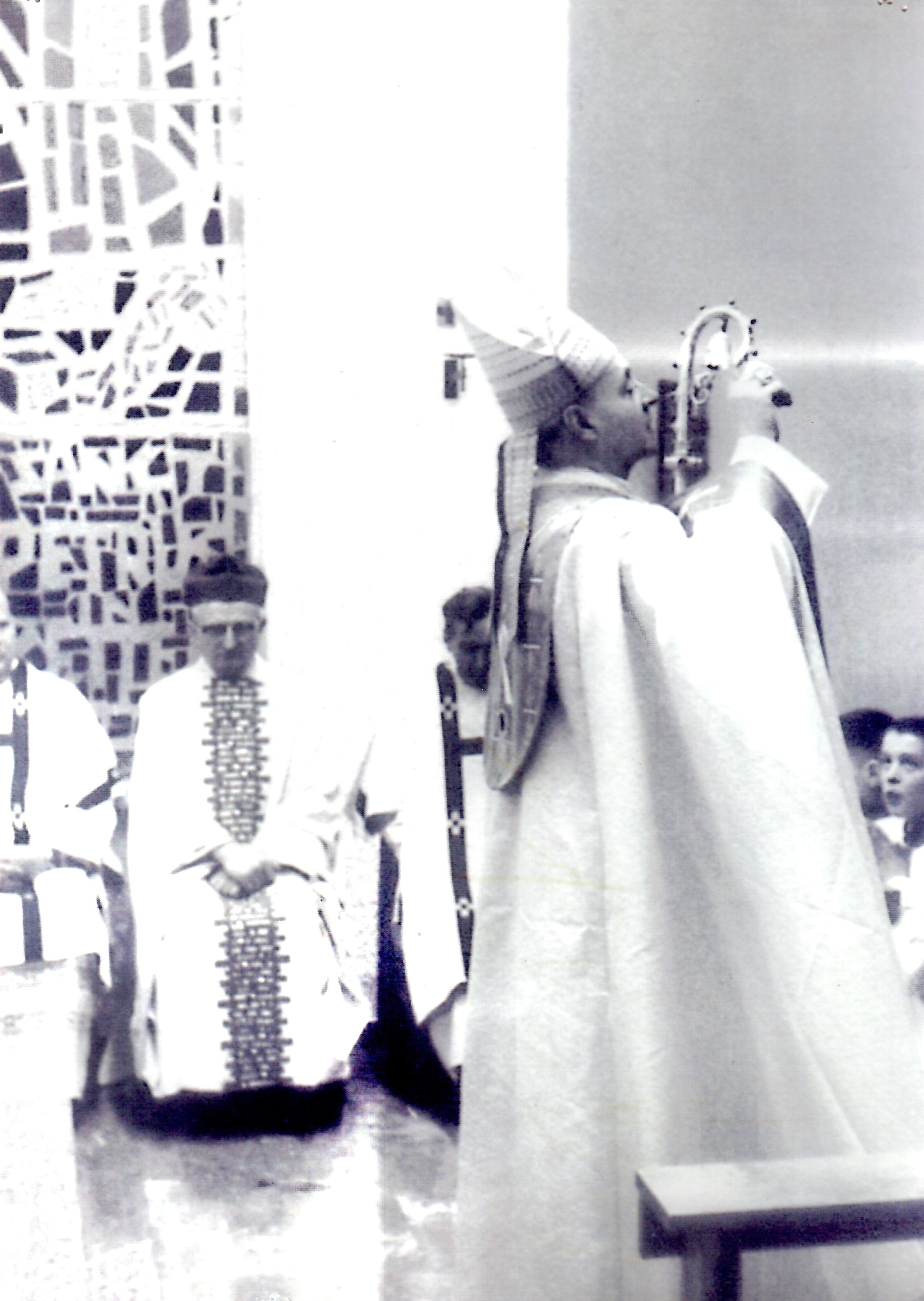
St. Alban Weihe Bischof Volk

Die Kirche St. Alban ist eine römisch-katholische Kirche in Trebur, Kreis Groß-Gerau. Kirchenpatron ist der heilige Alban von Mainz.

## Geschichte
Die heutige St.-Alban-Kirche setzt die Tradition einer Kirche fort, die in der Mitte des 16. Jahrhunderts aufgegeben wurde.
St. Alban dürfte laut Aktenlage die eigentliche und älteste Pfarrkirche von Trebur gewesen sein. 1557 heißt es: „Es seien drei Kirchen gewesen, die ERST vor dem Flecken hat geheißen St. Alban und ist gewesen die Pfarrkirch. Sie ist jetzt abgebrochen worden und an das Haus Rüsselsheim (Festung) verbaut worden.“
Mit der Reformation wurde Trebur evangelisch, und erst durch die Vertreibungen nach dem Zweiten Weltkrieg ließen sich wieder Katholiken in Trebur nieder.  Viele dieser Heimatvertriebenen hatten den Wunsch nach einem eigenen Gotteshaus. Der damalige Mainzer Bischof Albert Stohr (1890–1961) kam dem Wunsch der Gemeinde nach und genehmigte den Bau der Kirche, der durch viele Freiwillige realisiert wurde. Mit der Wahl des Namens St. Alban lebt die Erinnerung an das Gotteshaus aus dem 16. Jahrhundert fort. Heute erinnert eine Gedenkstätte an die „alte“ Alban-Kirche auf der Flur „Vogtei“.

## Baubeschreibung
Die heutige St.-Alban-Kirche ist eine traditionelle Hallenkirche mit eingerücktem Chorraum und wurde am 31. Januar 1965 durch Kardinal Hermann Volk geweiht.
Das Kreuz im Altarraum ist ein Werk des Münsterschwarzacher Künstlers Adelmar Dölger.
Die durch den Mainzer Glas- und Kunstmaler Gustel Stein gestaltete Betonverglasung der Altarraumfenster stellt die besondere Verbindung zwischen der St.-Alban-Kirche in Trebur, St. Petrus in Ketten in Astheim und der Ev. Laurentiuskirche in Trebur dar.
1996 erfolgte der Abriss des alten Kirchturms, dem sich bis 1998 der Anbau des Gemeindezentrums anschloss.
Nach einer Innenrenovierung in den Jahren 2003 bis 2004 wurde das Kirchengebäude am 7. März 2004 durch den Bischof von Mainz, Kardinal Karl Lehmann, mit einer Altarweihe wieder eröffnet.
Neben der Betonverglasung sind als weitere künstlerische Ausgestaltungen ein Kreuzweg von Marianne Haas aus dem Jahr 1998 sowie Altarraumbilder von Brigitte Satori Constantinescu aus dem Jahr 2004 vorhanden.